# Штабсєфрейтор
Штабсєфрейтор (нім. Stabsgefreiter) — військове звання сержантського складу в Бундесвері Імперській армії Німеччини, Рейхсвері, Вермахті, Національній народній армії.
У сучасних німецьких збройних силах звання штабс-єфрейтора розташовується за військовою ієрархією між військовими званнями гауптєфрейтор та оберштабсєфрейтор.
Знаки розрізнення штабсєфрейтора

Нашивка штабсєфрейтора СВ Вермахту
Петлиця штабсєфрейтора Люфтваффе
Нашивка штабсєфрейтора Люфтваффе
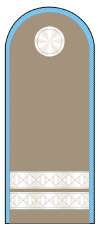
Погон штабсєфрейтора сухопутних військ Національної народної армії НДР